# Camptorrhiza strumosa
Camptorrhiza strumosa är en tidlöseväxtart som först beskrevs av John Gilbert Baker, och fick sitt nu gällande namn av Anna Amelia Obermeyer. Camptorrhiza strumosa ingår i släktet Camptorrhiza och familjen tidlöseväxter. Inga underarter finns listade i Catalogue of Life.